# Verbandsgemeinde Dierdorf
La comunità amministrativa di Dierdorf (Verbandsgemeinde Dierdorf) si trova nel circondario di Neuwied nella Renania-Palatinato, in Germania.

## Comuni
Fanno parte della comunità amministrativa i seguenti comuni:
| Comune, città             | Sup. (km²) | Abitanti |
| ------------------------- | ---------- | -------- |
| Dierdorf, città           | 31,90      | 5 792    |
| Großmaischeid             | 15,52      | 2 305    |
| Isenburg                  | 4,17       | 620      |
| Kleinmaischeid            | 6,99       | 1 330    |
| Marienhausen              | 4,84       | 487      |
| Stebach                   | 2,38       | 356      |
| Verbandsgemeinde Dierdorf | 65,82      | 10 890   |

(Abitanti al 31 dicembre 2021)